# Élections générales de 2014 dans la république populaire de Donetsk
Pour un article plus général, voir Élections générales de 2014 dans le Donbass.
Des élections générales ont lieu à Donetsk le 2 novembre 2014. Elles sont organisées par la république populaire de Donetsk autoproclamée par les pro-russes. Ces élections ne sont pas reconnues par la communauté internationale (notamment par les Nations unies et l'Union européenne) en ce qu'elles sont contraires aux engagements signés par les rebelles à Minsk lors du cessez-le-feu de septembre 2014.
Il s'agit d'élire les 100 membres du Conseil populaire, ainsi que le président de la République.

## Élection du chef de l'exécutif de Donetsk
| Candidats               | Partis   | Partis                | Voix      | %     |
| ----------------------- | -------- | --------------------- | --------- | ----- |
| Alexandre Zakhartchenko |          | République de Donetsk | 765 340   | 78,93 |
| Alexandre Kofman        |          | Sans                  | 111 024   | 11,45 |
| Iouri Sivokonenko       |          | Donbass libre         | 93 280    | 9,62  |
|                         |          |                       |           |       |
| Blancs                  | Blancs   | Blancs                | 43 038    | 4,25  |
| Exprimés                | Exprimés | Exprimés              | 1 012 682 | /     |

## Élection duConseil populaire de la république populaire de Donetsk
| Partis   | Partis                | Voix     | %         | Sièges |
| -------- | --------------------- | -------- | --------- | ------ |
|          | République de Donetsk | 662 752  | 68,35     | 68     |
|          | Donbass libre         | 306 892  | 31,65     | 32     |
|          |                       |          |           |        |
| Blancs   | Blancs                | Blancs   | 43 038    | 4,25   |
| Exprimés | Exprimés              | Exprimés | 1 012 682 | /      |